# Adiscus
Adiscus là một chi bọ cánh cứng trong họ Chrysomelidae.
Chi này được Gistel miêu tả khoa học năm 1857.

## Các loài
Các loài trong chi này gồm:
- Adiscus angulatus Medvedev & Sprecher-Uebersax, 1997
- Adiscus atripennis Chen & Pu, 1980
- Adiscus bifasciatus Medvedev & Samoderzhenkov, 1987
- Adiscus bimaculicollis Chen & Pu, 1980
- Adiscus crassicornis Tang, 1992
- Adiscus cyaneus Tang, 1992
- Adiscus glabrous Tan, 1988
- Adiscus grandipalpus Tan, 1992
- Adiscus inornatus Chen & Pu, 1980
- Adiscus kabakovi Medvedev & Samoderzhenkov, 1987
- Adiscus laetus Medvedev, 2004
- Adiscus lushuiensis Tang, 1992
- Adiscus obscurus Medvedev & Sprecher-Uebersax, 1997
- Adiscus occipitalis Chen & Pu, 1980
- Adiscus osawai Kimoto, 1987
- Adiscus philippinensis Lopatin, 1997
- Adiscus puncticollis Chen & Pu, 1980
- Adiscus roseofulvus Medvedev, 2004
- Adiscus speciosus Tan, 1988
- Adiscus sungkangensis Kimoto, 1996
- Adiscus tibialis Chen & Pu, 1980
- Adiscus transversalis Tang, 1992
- Adiscus tredecimpunctatus Medvedev, 2004
- Adiscus tricolor Medvedev, 1992
- Adiscus vietnamensis Medvedev, 2001
- Adiscus wittmeri Medvedev, 1992